# Природни резерват Моколоди
Природни резерват Моколоди је приватно, непрофитно станиште дивљих животиња у јужној Боцвани. Резерват је основала Фондација дивљих животиња Моколодија 1994. године. Простире се на три хиљаде седамсто хектара поклоњеног земљишта, само десетак километара јужно од престонице Боцване, Габоронеа. Резерват чува аутохтоне афричке врсте дивљих животиња, птица и гмизаваца, а неке од њих су врло ретке и у опасности од изумирања.

## Врсте животиња
Једна од најугроженијих врста, бели носорог је овде посебно заштићен да би се обезбедила репродукција и обнављање њихових крда на територији Боцване и Јужне Африке. Пројекат је веома успешан јер се број белих носорога повећава. Резерват је богат жирафама, зебрама, антилопама разних врста, слоновима, змијама, гепардима...Такође, све болесне или повређене дивље животиње, које се из разних разлога не могу вратити у савану, овде добију одговарајућу негу и дом.

## Образовни циљеви
Главни циљ Фондације дивљих животиња Моколодија је ширење свести о очувању и заштити природне средине, нарочито међу децом. Хиљаде ђака у току године долази у камп резервата Моколоди да би се зближили са својим природним окружењем и упознали са стварним стањем. Захваљујући донацијама хуманитарних организација и деца из социјално угрожених породица имају прилике да бораве у овом кампу. Овај образовни циљ треба да припреми децу да постану чувари природе на територији целе Боцване.

## Објекти Природног резервата Моколоди:
Саграђени објекти су прилагођени боравку у природи: бунгалови за спавање, места за излете и разгледање животиња и знаменито Традиционално одмаралиште Александра Мекол Смита. Резерват има  библиотеку, музеј и сале за конференције и обуке. Резерват је приступачан за разгледање и истраживање јер има широку мрежу стаза које омогућавају прилаз животињама из непосредне близине. 

## Будућност резервата
Управа Природног резервата Моколоди планира да прошири границе заштићеног подручја све до Парка лавова у Јужној Африци.